# Premsai (director)
Premsai es conocido tanto como actor como director en la industria cinematográfica india. Inicialmente, ganó reconocimiento por sus diversos papeles en series y películas de televisión en tamil y telugu. Sin embargo, más tarde, se aventuró en la dirección. Su debut como director fue con la película "Tamilselvanum Thaniyar Anjalum", protagonizada por Jai, Santhanam y Yami Gautam en tamil, y "Courier Boy Kalyan" en telugu, con Nitin y Yami Gautam. Esta película fue producida por Gautham Vasudev Menon.

## Primeros años de vida
Premsai nació el 29 de septiembre en Chennai y dio sus primeros pasos en los medios en 1998. Inició su carrera como actor en series y películas para televisión en tamil y telugu. Su debut televisivo fue en una serie de AVM Productions dirigida por el legendario director SP Muthuraman, en la cual apareció en un solo episodio. Siendo selectivo con los guiones, tuvo la oportunidad de trabajar con destacados profesionales como Balu Mahendra, K. Balachander, ACTrilokchander, SP Muthuraman, Revathy, Venkat y Ramesh Raja.

## Dirección
Premsai dejó la actuación para explorar sus habilidades creativas en la escritura y la dirección. Su incursión en la dirección comenzó con el telefilm "Manasa Vaacha Karma", protagonizado por Venu Arvind, el cual recibió un gran reconocimiento. Pronto llamó la atención del director Prabhu Deva, quien lo apoyó como director asociado en la película "Shankar Dada Zindabad", protagonizada por la megaestrella Chiranjeevi. Más adelante, trabajó como codirector y escritor de diálogos para Prabhu Deva en "Engeyum Kadhal", protagonizada por Jayam Ravi y Hansika Motwani. Su debut como director fue con una película bilingüe titulada "Tamilselvanum Thaniyar Anjalum", protagonizada por Jai, Santhanam y Yami Gautam en tamil, y "Courier Boy Kalyan" en telugu, con Nithin y Yami Gautam como protagonistas. La película fue producida por Gautham Vasudev Menon.

## Filmografía

### Director
| Año  | Película                       | Elenco               | Idioma |
| ---- | ------------------------------ | -------------------- | ------ |
| 2015 | Courier Boy Kalyan             | Nithiin, Yami Gautam | telugu |
| 2016 | Tamilselvanum Thaniyar Anjalum | Jai, Yami Gautam     | Tamil  |

### Codirector, Director Asociado
| Película              | Elenco                      | Idioma | Rol                    |
| --------------------- | --------------------------- | ------ | ---------------------- |
| Shankar Dada Zindabad | Chiranjeevi                 | telugu | Como director asociado |
| Engeyum Kadhal        | Jayam Ravi, Hansika Motwani | Tamil  | Guionista y codirector |

### Actor

#### Teleseries — Tamil
| Teleserie                         | Director           | Canal         |
| --------------------------------- | ------------------ | ------------- |
| Chinna Chinna Aasai               | Revathy            | Sun TV        |
| nirangal                          | Sundar. K. Vijayan | Sun TV        |
| Kadhai Neram                      | Balu Mahendra      | Sun TV        |
| Pookal Archanai                   | RVRamesh Raj       | Sun TV        |
| Amma                              | Solai Raja         | Sun TV        |
| Sharadha                          | Sripriya           | Sun TV        |
| avargal                           | Ganesha            | Sun TV        |
| Nilavai Pidipom                   | Venkat             | Raj TV        |
| En Thozhi, En Kadhali, En Maniavi | Charles            | Star Vijay    |
| Simran Thirai —Anuvum Naanum      | Ahathiyan          | Jaya TV       |
| Thangamana Purushan               | Sundar. K.Vijayan  | kalaingnar TV |

#### Teleseries — telugu
| Teleserie        | Bandera                | Canal                  |
| ---------------- | ---------------------- | ---------------------- |
| Kalisi Undaam Ra | Telefilms Balaji       | Gemini TV              |
| Nueve Pellaaduta | Radaán                 | Gemini TV              |
| Oka Stres Katha  | AV M                   | Gemini TV              |
| Suryavamsam      | Radaán                 | Gemini TV              |
| Janaki           | AV M                   | Gemini TV              |
| hrudayam         |                        | Gemini TV              |
| Talambrallu      | televisión electrónica | televisión electrónica |

#### Películas
- Rajadhi Raja (2009) y muchos más

## Premios
| Año  | Premio                         | Categoría                           |
| ---- | ------------------------------ | ----------------------------------- |
| 2004 | Premio Nandi                   | Mejor actor por Talambraallu        |
| 2008 | Premio de la Academia Mylapore | Mejor actor por Thangamana Purushan |